# Delos Carleton Emmons

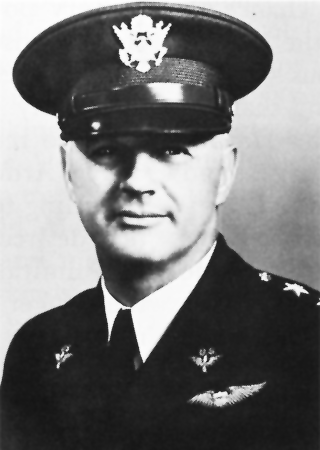
Delos C. Emmons

Delos Carleton Emmons (* 17. Januar 1889 in Huntington, Cabell County, West Virginia; † 3. Oktober 1965 in  Hillsborough, San Mateo County, Kalifornien) war ein Generalleutnant der United States Army.
In den Jahren 1905 bis 1909 durchlief Emmons die United States Military Academy in West Point. Nach seiner Graduation wurde er als Leutnant der Infanterie zugeteilt. In der Armee durchlief er anschließend alle Offiziersränge bis zum Dreisterne-General.
Im Lauf seiner militärischen Karriere absolvierte Emmons verschiedene Kurse und Schulungen.  Dazu gehörten unter anderem eine Pilotenausbildung im Jahr 1916, der Air Service Course an der Harvard University (1921), die Air Corps Tactical School und das Command and General Staff College in Fort Leavenworth.
In seinen jüngeren Jahren absolvierte er den für Offiziere in den niederen Rangstufen üblichen Dienst in verschiedenen Einheiten und Standorten. Zwischenzeitlich wurde er auch als Stabsoffizier eingesetzt. Im August 1916 machte er eine Ausbildung zum Piloten. Am Ersten Weltkrieg nahm er nicht aktiv teil.
Im Juli 1920 wurde Delos Emmons zum United States Army Air Service versetzt. In den folgenden Jahren war er hauptsächlich mit Kommandos und Stabsaufgaben innerhalb der amerikanischen Luftstreitkräfte, die nach wie vor der Armee unterstanden, befasst. Im Jahr 1935 wurde er zum Oberst befördert. Zu diesem Zeitpunkt war er auf Hawaii stationiert, wo er die Einheit 18th Composite Wing kommandierte. Gleichzeitig leitete er die Luftstreitkräfte, die unter dem Kommando des Hawaiian Departments standen. Zwischen 1936 und 1939 kommandierte er in Kalifornien ein weiteres Geschwader. Danach war er für einige Zeit, inzwischen im Rang eines Generalmajors, Kommandeur der Luftstreitkräfte der Armee, auf der heutigen Langley Air Force Base.
Nach dem Ausbruch des Zweiten Weltkriegs in Europa war Delos Emmons im Jahr 1940 für einige Zeit als Kriegsbeobachter in London. Im weiteren Verlauf des Jahres 1940 wurde er zum Generalleutnant der Army of the United States befördert. Im Jahre 1941 wurde seine Kommandostelle in Air Force Combat Command umbenannt und den neugegründeten United States Army Air Forces unterstellt. Daraus entstand ein Konflikt der kommandierenden Generäle. Der damals als Generalmajor rangmäßig unter Emmons stehende Henry H. Arnold war dem Generalleutnant Emmons vorgesetzt, was zu Spannungen führte. Arnold stieg später zum General of the Army und zum General of the Air Force auf.
Zehn Tage nach dem japanischen Angriff auf Pearl Harbor wurde Delos Emmons zum Oberbefehlshaber der amerikanischen Streitkräfte auf Hawaii, dem Hawaiian Department ernannt. Diese Organisation ist ein direkter Vorläufer der späteren United States Army Pacific. Emmons bekleidete dieses Amt bis zum September 1943. In dieser Funktion war er auch Militärgouverneur von Hawaii. Dabei ließ er spezielle Geldscheine mit einer Hawaiiaufschrift drucken. Diese waren gültig wie die regulären Dollarscheine, wären aber im Falle einer japanischen Besetzung Hawaiis sofort für ungültig erklärt worden. Emmons forderte auch erfolgreich eine Verstärkung der Verteidigung von Hawaii, insbesondere durch die Verlegung von mehr Flugzeugen in diesen Bundesstaat. Anders als in einigen anderen Staaten der USA versprach er den Hawaiibürgern mit japanischem Migrationshintergrund einen loyalen Umgang, solange diese sich loyal gegenüber der amerikanischen Regierung verhielten.
Von September 1943 bis Juni 1944 kommandierte Emmons das Western Defense Command, dessen Hauptquartier sich im Presidio bei San Francisco befand. Danach wurde er Kommandeur des Alaska Defense Commands in Fort Richardson in der Nähe von Anchorage. Diesen Posten bekleidete er bis zum 30. Juni 1946. Danach übernahm er bis zu seinem Eintritt in den Ruhestand am 30. Juni 1948 die Leitung des Armed Forces Staff College.
Der mit Elena McKim (1898–1970) verheiratete Offizier starb am 3. Oktober 1965 in Hillsborough in Kalifornien und wurde auf dem amerikanischen Nationalfriedhof Arlington beigesetzt.

## Orden und Auszeichnungen
Delos Emmons erhielt im Lauf seiner militärischen Laufbahn unter anderem folgende Auszeichnungen:
- Army Distinguished Service Medal (3 x)
- Legion of Merit (2 x)
- Distinguished Flying Cross
- Air Medal (2 x)
- Mexican Border Service Medal
- World War I Victory Medal
- American Defense Service Medal
- Asiatic-Pacific Campaign Medal
- American Campaign Medal
- World War II Victory Medal